# Facundo Lencioni
Faucundo Valentín Lencioni (Rafaela, 14 febbraio 2001) è un calciatore argentino, centrocampista del Gimnasia (M) in prestito dal Belgrano.

## Carriera
Lencioni è cresciuto nel settore giovanile del Belgrano, con cui ha debuttato in prima squadra il 25 aprile 2021 nell'incontro di Primera B Nacional pareggiato 0-0 contro il Nueva Chicago. L'11 novembre 2022 ha firmato il suo primo contratto professionistico ed a partire dal 2023 è stato promosso definitivamente in prima squadra, che nel frattempo aveva conquistato la promozione in prima divisione. Ha segnato il suo primo gol il 25 ottobre nel pareggio per 1-1 contro il Central Córdoba (SdE) in Copa de la Liga Profesional.

## Statistiche

### Presenze e reti nei club
Statistiche aggiornate al 19 agosto 2024.
| Stagione        | Squadra         | Campionato      | Campionato | Campionato | Coppe nazionali | Coppe nazionali | Coppe nazionali | Coppe continentali | Coppe continentali | Coppe continentali | Altre coppe | Altre coppe | Altre coppe | Totale | Totale | Totale |
| Stagione        | Squadra         | Comp            | Pres       | Reti       | Comp            | Pres            | Reti            | Comp               | Pres               | Reti               | Comp        | Pres        | Reti        | Pres   | Reti   |        |
| --------------- | --------------- | --------------- | ---------- | ---------- | --------------- | --------------- | --------------- | ------------------ | ------------------ | ------------------ | ----------- | ----------- | ----------- | ------ | ------ | ------ |
| 2021            | Belgrano        | PBN             | 2          | 0          | CA              | 0               | 0               |                    | -                  | -                  |             | -           | -           | 2      | 0      |        |
| 2023            | Belgrano        | PD              | 1          | 0          | CA+CdL          | 1+15            | 0+1             |                    | -                  | -                  |             | -           | -           | 17     | 1      |        |
| 2024            | Belgrano        | PD              | 4          | 0          | CA+CdL          | 1+12            | 0+1             | CS                 | 4                  | 1                  |             | -           | -           | 21     | 2      |        |
| Totale carriera | Totale carriera | Totale carriera | 7          | 0          |                 | 29              | 2               |                    | 4                  | 0                  |             | -           | -           | 40     | 3      |        |

## Palmarès

### Club

#### Competizioni nazionali
- Primera B Nacional: 1

Belgrano: 2022